# Рамбокус, Сурендре
Суренде Рамбокус (нидерл. Surendre Rambocus), или Сурендре Срадхананд Суриндер Рамбокус (нидерл. Surendre Sradhanand Soerinder Rambocus; 5 мая 1953, Никкери, Колония Суринам — 8 декабря 1982, Парамарибо, Суринам) — суринамский военный. Жертва Декабрьских убийств.

## Биография
Сурендре Срадхананд (Суриндер, Суренда) Рамбокус родился в Никери 5 мая 1953 года в семье индосуринамцев. Его отец был инспектором полиции, мать была домохозяйкой. Окончив школу, поступил на военную службу. Обучался в Королевской военной академии в Бреде. По завершении образования получил звание лейтенанта в Национальной армии Суринама.
Когда в 1980 году шестнадцать унтер-офицеров совершили государственный переворот и установили военный режим во главе с Дези Баутерс, Рамбокус, хотя и не был участником переворота, но был среди тех, кто отнёсся к случившемуся с пониманием. Путчисты предоставили ему высокую должность в Национальной армии, от которой Рамбокус, вскоре, был вынужден отказаться. Причиной тому было не согласие с действиями путчистов, которые, как и свергнутое ими ранее правительство, погрязли в коррупции. Ему пришлось эмигрировать в Нидерланды.
Вернувшись в марте 1982 года в Суринам, он, вместе с Уилфредом Хокером, предпринял попытку свергнуть военный режим. Они называли себя Национальным советом освобождения. Когда их предали, Хокер был убит, а Рамбокуса, вместе с его подчинённым Сеомбаром, заключили в тюрьму в Форт-Зеландия. Путчисты решили устроить показательный процесс. Интересы подсудимых представляли адвокаты Бабурам, Хост, Ридевальд, Дюттенхофер и Тьон-А-Пав. На суде защита Рабокуса и Сеомбара строилась вокруг того, что их действия по отношению к военному режиму не могут быть признаны попыткой государственного переворота, так, как сам военный режим не обладал легитимностью. Трибунал приговорил Рамбокуса к каторжным работам и двенадцати годам лишения свободы.
В ночи с 7 на 8 декабря 1982 года Рамбокуса из казарм Мемре-Буку перевезли в тюрьму в Форт-Зеландия, куда также привезли его адвокатов. Его попытка спасти их и других арестованных гражданских лиц от расправы была отвергнута. По словам свидетелей, Рамбокус предложил главе путчистов Баутерсе разобраться со всем по-мужски один на один, но тот струсил. Из шестнадцати схваченных военными человек пятнадцать жестоко пытали и убили 8 декабря 1982 года. По словам свидетелей, которые между 10 и 13 декабря в морге при университетской клинике видели труп Рамбокуса, у него был отрезан язык, а на лице были многочисленные ожоги от погашенных окурков. Рамбокуса похоронили на кладбище Сарва-Удай в Парамарибо 13 декабря 1982 года. На его могиле была выбита эпитафия: «Суринам будет свободным».
Процесс по делу о Декабрьских убийствах был открыт в 2007 году. Во многом это стало возможным благодаря действиям родственников погибших, среди которых была сестра Рамбокуса Нирмала Рамбокус, международного сообщества и гражданского противодействия военному режиму внутри Суринама. 23 марта 2012 года Рубен Розендал, один из обвиняемых на процессе, под присягой перед трибуналом свидетельствовал, что Дези Баутерсе лично убил Рамбокуса и Дала.